# Timandra rufomarginata
Timandra rufomarginata là một loài bướm đêm trong họ Geometridae.